# Ziba Mir-Hosseini
Ziba Mir-Hosseini (in persiano زیبا میرحسینی‎; 3 aprile 1952) è un'antropologa e regista iraniana, specializzata in diritto islamico, questioni di genere e sviluppo. Ha conseguito il dottorato in antropologia presso l'Università di Cambridge ed è autrice di numerosi libri sull'Islam, sul genere e sulla famiglia.
Ha diretto i due documentari Runaway e Divorce Iranian Style.

## Biografia
Mir-Hosseini parla fluentemente inglese, francese e persiano e ha familiarità con l'arabo e il curdo. Si è laureata in sociologia all'Università di Teheran nel 1974 e ha completato il suo dottorato di ricerca in antropologia sociale nel 1980 presso l'Università di Cambridge. La sua tesi di dottorato è stata scritta durante un lavoro in campo etnografico nel 1977 a Kalardasht, un distretto turistico dell'Iran. L'opera si intitola Changing Aspects of Economic and Family Structures in Kalardasht, a District of Northern Iran e analizza l'impatto del turismo e dell'economia sulla tradizionale vita familiare iraniana. Mir-Hosseini è specializzata in diritto islamico, questioni di genere e sviluppo ed è membro del Consiglio delle donne che vivono secondo le leggi musulmane.
Si occupa di affari iraniani, di diritto familiare islamico e di donne nel mondo musulmano. Frequenta programmi radiofonici e televisivi in tutto il mondo ed è stata oggetto di molti documentari televisivi sull'Iran. Partecipa inoltre a tavole rotonde e progetti negli Stati Uniti, nel Regno Unito e in altri paesi.
Nel 2000 è stata membro della giuria del San Francisco International Film Festival ed è diventata membro della giuria dell'International Human Rights Documentary Film Festival. Nel 2003 è stata membro della giuria dell'Amnesty International DOEN Award per il miglior film sui diritti umani e dell'International Documentary Film Festival Amsterdam (IDFA). Nel 2015 ha ricevuto il Martin E. Marty Award per la comprensione pubblica della religione.

## Opere parziali
- (EN) Islam and Gender, 5 dicembre 1999, ISBN 978-0-691-01004-5.